# طبیعت‌گرایی متافیزیکی

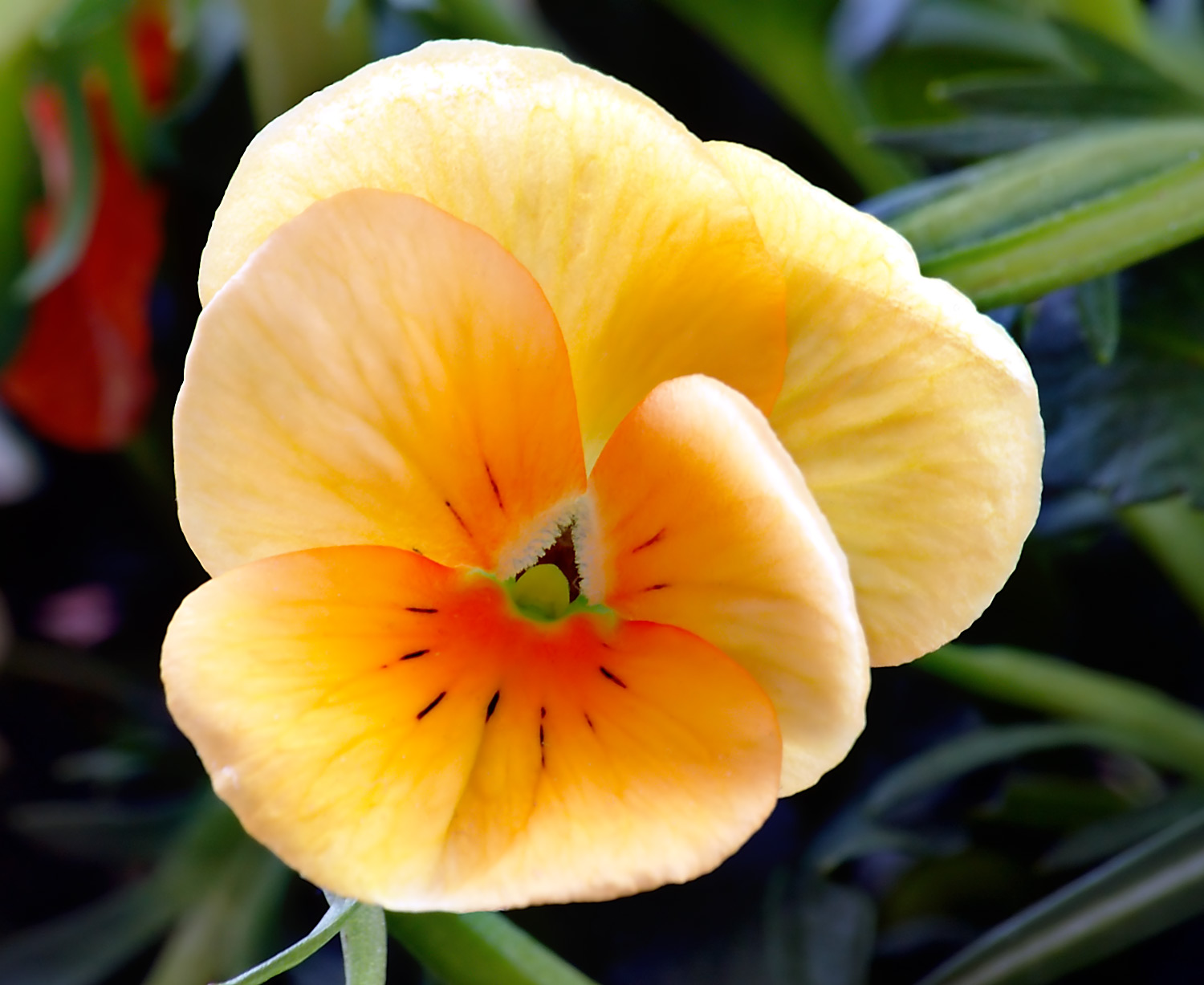
این تصویر یک پنسی را نشان می دهد

طبیعت‌گرایی متافیزیکی (طبیعت‌گرایی هستی‌شناسانه، طبیعت‌گرایی فلسفی یا ماتریالیسم علمی هم خوانده می‌شود)، یک باور قوی به طبیعت‌گرایی است؛ یک جهان‌بینی با جنبه فلسفی که معتقد است هیچ چیز جز عناصر [طبیعی] و روابطی که در علوم طبیعی مطالعه می‌شوند، وجود ندارد؛ برای مثال، استفاده از مدل‌سازی ریاضی برای درک محیط فیزیکی اطراف‌مان. در مقابل، طبیعت‌گرایی روش‌مندانه، طبیعت‌گرایی را به عنوان متدولوژی علم فرض می‌گیرد، که در آن طبیعت‌گرایی روش‌مندانه، تنها یکی از پایه‌های هستی‌شناسی امکان‌پذیر است.
طبیعت‌گرایی متافیزیکی بر آن است که تمام خواص مربوط به آگاهی و ذهن قابل تقلیل یا فرارویداد به طبیعت هستند. به صورت کلی، دیدگاه مطابق در چشم‌انداز الهیاتی، طبیعت‌گرایی دینی یا معنوی است. به‌طور خاص، طبیعت‌گرایی متافیزیکی مفاهیم و توضیحات فراطبیعی که بخشی از بسیاری از ادیان هستند رد می‌کند.